# Виша економска школа Лесковац
Виша економска школа у Лесковцу основана је 1987. год.
Школа има следеће одсеке и смерове:
- Финансије, рачуноводство и банкарство
  - Рачуноводство
  - Пословне финансије и банкарство
- Робни промет
  - Комерцијално пословање
  - Спољна и унутрашња трговина
- Туризам и угоститељство и менаџмент
  - Пословни менаџмент
  - Рачуноводство и ревизија
  - Финансије и банкарство
  - Трговина и маркетинг
  - Туризам и угоститељство